# Simón Bolívar (Miranda)
Pour les articles homonymes, voir Simón Bolívar et Bolívar.
Simón Bolívar est l'une des vingt-et-une municipalités de l'État de Miranda au Venezuela. Son chef-lieu est San Francisco de Yare. En 2011, la population s'élève à 42 597 habitants.

## Étymologie
La municipalité est nommée en l'honneur du héros national vénézuélien Simón Bolívar (1783-1830).

## Géographie

### Subdivisions
La municipalité est divisée en deux paroisses civiles avec, chacune à sa tête, une capitale (entre parenthèses) :
- San Antonio de Yare (San Antonio de Yare) ;
- San Francisco de Yare (San Francisco de Yare).